# Rhadinella posadasi
Espèce
Synonymes
- Trimetopon posadasi Slevin, 1936
- Rhadinaea posadasi (Slevin, 1936)

Statut de conservation UICN

 EN B1ab(iii) : En danger
Rhadinella posadasi  est une espèce de serpents de la famille des Dipsadidae.

## Répartition
Cette espèce se rencontre dans le sud-est du Mexique et au Guatemala.

## Description
L'holotype de Rhadinella posadasi mesure 276 mm dont 94 mm pour la queue. Cette espèce a le dos brun foncé avec les flancs plus clairs. Sa face ventrale est uniformément jaunâtre.

## Étymologie
Cette espèce est nommée en référence à Juan Zenon Posadas, propriétaire de la plantation de café où ce serpent a été découvert.

## Publication originale
- Slevin, 1936 : A new Central American Snake. Proceedings of the California Academy of Sciences, vol. 23, no 4, p. 79-81 (texte intégral).